# Messenger of the Gods: The Singles
Albums de Freddie Mercury
Lover of Life, Singer of Songs
(2006)
Messenger of the Gods: The Singles est une compilation de Freddie Mercury, chanteur et leader du groupe britannique Queen, sortie en 2016. Cet album sort 3 jours avant le 70e anniversaire de la naissance du chanteur. Il contient des singles ainsi que des faces B. Par ailleurs, la compilation est éditée en édition limitée en vinyles colorés 45 tours.

## Liste des titres

### CD1:The Singles
| 1.    | Living on My Own (Single Edit)                         | Freddie Mercury                               | 3:05 |
| 2.    | The Great Pretender                                    | Buck Ram                                      | 3:25 |
| 3.    | In My Defence                                          | - Dave Clark - David Soames - Jeff Daniels    | 3:54 |
| 4.    | Love Kills (sexe)                                      | - Mercury - Giorgio Moroder                   | 4:28 |
| 5.    | Barcelona (avec Montserrat Caballé) (Single Version)   | - Mercury - Mike Moran                        | 4:25 |
| 6.    | Made in Heaven (Single Remix)                          | Mercury                                       | 4:08 |
| 7.    | Time                                                   | - Clark - John Christie                       | 4:01 |
| 8.    | Love Me Like There's No Tomorrow                       | Mercury                                       | 3:46 |
| 9.    | I Was Born to Love You                                 | Mercury                                       | 3:39 |
| 10.   | The Golden Boy (avec Montserrat Caballé) (Single Edit) | - Mercury - Moran - Tim Rice                  | 5:14 |
| 11.   | I Can Hear Music                                       | - Jeff Barry - Ellie Greenwich - Phil Spector | 3:24 |
| 12.   | How Can I Go On (Single Version)                       | - Mercury - Moran                             | 4:02 |
| 13.   | Living on My Own (No More Brothers Remix)              | Mercury                                       | 3:40 |
| 51:11 |                                                        |                                               |      |

### CD2:The B-Sides
1. Goin' Back - 3:32
2. Let's Turn It On - 3:42
3. My Love Is Dangerous - 3:39
4. She Blows Hot and Cold - 3:39
5. Living on My Own (Julian Raymond Album Mix) - 3:37
6. Stop All The Fighting - 3:18
7. Time (instrumentale) - 3:22
8. Exercises In Free Love (Freddie Vocal) - 3:59
9. Exercises In Free Love (Montserrat Vocal) - 4:04
10. The Fallen Priest (B-Side Edit) - 2:55
11. Overture Piccante - 6:40
12. Love Kills (Wolf Euro Mix) - 3:27

### Coffre de45 tourscolorés
Disque 1 (bleu)
- Face A : I Can Hear Music (sous le pseudonyme de Larry Lurex)
- Face B : Goin' Back (sous le pseudonyme de Larry Lurex)

Disque 2 (orange)
- Face A : Love Kills

Disque 3 (jaune)
- Face A : I Was Born to Love You
- Face B : Stop All The Fighting

Disque 4 (rouge)
- Face A : Made in Heaven (Single Remix)
- Face B : She Blows Hot and Cold

Disque 5 (blanc)
- Face A : Living on My Own (Single Edit)
- Face B : My Love Is Dangerous

Disque 6 (rouge)
- Face A : Love Me Like There's No Tomorrow
- Face B : Let's Turn It On

Disque 7 (bleu ciel)
- Face A : Time
- Face B : Time (instrumentale)

Disque 8 (orange)
- Face A : The Great Pretender
- Face B : Exercises in Free Love (Freddie's Vocal)

Disque 9 (gris clair)
- Face A : Barcelona (Single Version)
- Face B : Exercises in Free Love (Montserrat's Vocal)

Disque 10 (or)
- Face A : The Golden Boy (Single Edit)
- Face B : The Fallen Priest

Disque 11 (vert)
- Face A : How Can I Go On (Single Version)
- Face B : Overture Piccante

Disque 12 (rose)
- Face A : In My Defence
- Face B : Love Kills (Wolf Euro Mix)

Disque 13 (jaune)
- Face A : Living on My Own (No More Brothers Remix)
- Face B : Living on My Own (Julian Raymond Album Mix)

## Classements
| Pays et classement (2016)                  | Meilleure position |
| ------------------------------------------ | ------------------ |
| Autriche (Ö3 Austria Top 40)               | 24                 |
| Belgique (Flandre Ultratop)                | 18                 |
| Belgique (Wallonie Ultratop)               | 22                 |
| Tchéquie (IFPI)                            | 10                 |
| Pays-Bas (Mega Album Top 100)              | 27                 |
| France (SNEP)                              | 148                |
| Allemagne (Media Control AG)               | 33                 |
| Italie (FIMI)                              | 58                 |
| Nouvelle-Zélande Heatseekers Albums (RMNZ) | 8                  |
| Pologne (ZPAV)                             | 16                 |
| Portugal (AFP)                             | 31                 |
| Écosse (OCC)                               | 20                 |
| Espagne (Promusicae)                       | 13                 |
| Suisse (Schweizer Hitparade)               | 53                 |
| Royaume-Uni (UK Albums Chart)              | 31                 |